# Hanieh Moghani
Hanieh Moghani (* vor 1993) ist eine iranische Juristin, Hochschuldozentin und Menschenrechtsexpertin mit dem Schwerpunkt Indigenen-Rechte.

## Herkunft und Ausbildung
Von 2011 an studierte Hanieh Moghani an der Islamischen Azad-Universität in Süd-Teheran International Law and Legal Studies. Sie schloss ihr Studium 2013 als Master of Laws (LL.M.) ab. Von 2016 bis 2018 absolvierte sie ein politikwissenschaftliches Masterstudium an der Universität Teheran mit Schwerpunkt Westasien- und Nordafrika, in dem sie einen Schwerpunkt auf Nahrungsmittelsicherheit legte. 2022 promovierte sie wiederum an der Islamischen Azad-Universität zur Ph.D in International Law and Legal Studies. In ihrer Dissertation untersuchte sie, wie sich neue Technologien auf die Rechte von Bauern bei der Produktion von und beim Handel mit Saatgut auswirken.

## Karriere
Seit 2012 ist sie leitende Justitiarin des Center for Sustainable Development (CENESTA), einer iranischen Non-Profit-Organisation, die sich für die Rechte von Angehörigen Indigener Völkern im Iran und für die konsequente Anerkennung der Rechte von Indigenous peoples' and Community Conserved territories and Areas (ICCAs) einsetzt. Dies beinhaltet den Einsatz für Naturschutz, Gemeinschaftsrechte, nachhaltige Lebensweisen und demokratische agroökologische Forschung.
Daneben ist Moghani seit 2015 als Dozentin an der juristischen Fakultät der Azad-Universität Süd-Teheran tätig. Schwerpunkte ihrer wissenschaftlichen Arbeit sind internationales Recht, internationales Umweltrecht, Indigenen-Rechte, Agrarrecht, Rechtsfragen mit Bezug zum Nomadismus, Wasserrechte, Natürliche Ressourcen, Umgang mit gentechnischen Organismen, der Kampf gegen die Wüstenbildung, Klimaanpassung und Ernährungssicherheit.

## Sonstige Aufgaben
Moghani ist in der Tehran Slow Food indigenous community in Iran tätig, die sich insbesondere mit den Besonderheiten der notwendigen Ernährungssicherheit bei Angehörigen indigener Völker beschäftigt.
Beim International Day of the World’s Indigenous Peoples am 9. August 2022 nahm sie an einer Online-Veranstaltung von Women4Biodiversity zum Thema Reclaiming Her Space: Indigenous Women and their Traditional Knowledge teil, auf der die Bedeutung indigener Frauen für Erhaltung und Weitergabe traditionellen Wissens im Zentrum stand.
Für die Periode vom Januar 2023 bis Dezember 2025 ist sie als Indigenen-Vertreterin eines von 16 Mitgliedern des Ständigen Forums für indigene Angelegenheiten (UNPFII) beim Wirtschafts- und Sozialrat der Vereinten Nationen.